# Вірлич Август Ернестович
Авгу́ст Ерне́стович Ві́рлич (21 листопада 1931, Царичанка — 5 квітня 2017, Херсон) — український краєзнавець, політв'язень, відповідальний секретар Херсонської обласної комісії «Реабілітовані історією», Почесний громадянин міста Херсона.

## Життєпис
Август Вірлич народився 21 листопада 1931 року в селі Царичанка, нині Дніпропетровської області. 1958 року закінчив філологічний факультет Херсонського педагогічного інституту.
З 09.1943 — 05.1945 — в'язень німецько-фашистських концтаборів у Сілезії (міста Бреслау, Глатц, Оельс).
З 11.1945 — 05.1954 — політично репресований. Висланий до м. Соль-Ілецьк Оренбурзької області (Росія). Реабілітований 1992 р.
З 1946 р. — робітничий колгоспу, одночасно учень середньої школи.
У 1952 — 1954 рр. — навчання на фізико-математичному факультеті в Оренбурзькому педагогічному інституті.
У травні 1954 р. — у зв'язку із 300-тою річницею Переяславської ради як українець (по матері) був достроково звільнений із спецтабору.
У 1958 — 1962 рр. — співробітник історичних музеїв у Новій Каховці (Херсонська область) та у місті Нікополь (Дніпропетровська область).
у 1962 — 1977 рр. — старший науковий співробітник, завідувач відділу, заступник директора Херсонського краєзнавчого музею.
У 1977 р. — створив Ленінський музей при Херсонському обласному палаці піонерів.
У 1978 — 1984 рр. — лаборант кафедри марксизму-ленінізму Херсонського сільськогосподарського інституту.
У 1984 — 1988 рр. — керівник туристично-краєзнавчих гуртків Обласної станції юних техніків, Херсон.
У 1992 — 1996 рр. — референт по зв'язках з політичними, партійними і громадськими організаціями Херсонської облдержадміністрації.
З 1996 — відповідальний секретар редколегії серії книг «Реабілітовані історією». Полковник коша Українського козацтва, Херсон.
У 2003 році Єврейською радою України, Фондом «Пам'ять жертв фашизму в Україні» йому присвоєно звання «Праведник України».
У 2005 році відповідно до Указу Президента України Августу Ернестовичу Вірличу призначено довічну державну іменну стипендію, як громадянину, що зазнав переслідувань за правозахисну діяльність.
У 2007 році Указом Президента України № 1123/2007 був відзначений державною нагородою України орденом «За заслуги» III ступеня як член Херсонської обласної організації Всеукраїнського товариства політичних в'язнів та репресованих.
У 2011 році потрапив до рейтингу «Обличчя України» журналу «Український тиждень».
З 2016 року — Почесний громадянин міста Херсона.
Автор 5 книг: «Легендарна тачанка»(1988), «Ще як були ми козаками»(1996), «Странный Потемкин»(1992—2005).
Помер 5 квітня 2017 року у Херсоні.

## Родина
Онука Євгенія Михайлівна Вірлич (нар. 25 січня 1986) — українська активістка, громадська діячка, журналістка.
14 січня 2019 року в пам'ять про дідуся вона заснувала громадську організацію «Фундація імені Августа Вірлича» (ЄДРПОУ 42780180).